# Pierre Parot
Ne doit pas être confondu avec Pierre-Alain Parot.
Pierre Parot, né à Condat-sur-Vienne, en Haute-Vienne, le 27 juillet 1894, et mort à Champagnac-de-Belair, en Dordogne, le 13 juin 1979, est un artiste peintre et maître-verrier français.

## Biographie

### Formation
Pierre Parot suit les cours de l’école nationale des arts décoratifs de Limoges de 1909 à 1914, sous la direction de Charles Bichet. En 1912, Francis Chigot le recrute comme dessinateur dans son atelier de vitrail puis l’investit de la charge de directeur artistique entre 1919 et 1938.

### Maître-verrier
Dans son métier de maître-verrier, Parot remporte de très belles récompenses (à Paris, grands prix pour ses vitraux en 1925 à l’Exposition internationale des arts décoratifs et industriels modernes, en 1931 à l’Exposition coloniale internationale, en 1937 à l’Exposition internationale des arts et des techniques appliqués à la vie moderne).

### Artiste-peintre
Parallèlement à ce travail du verre, Parot expose de 1920 à 1948 des tableaux qui, pour la plupart, ne sont pas signés. Entre 1928 et 1930, l’artiste peint des paysages de Corrèze puis participe à l’exposition « Le Limousin vu par les artistes » à la galerie parisienne Bûcheron. Au cours de l’année 1950, il réalise de nombreux voyages dans le sud de la France.
Ses sujets de prédilection étaient les paysages, et, en particulier, ceux du Limousin ; on lui doit, par exemple, des paysages de la région de Bugeat, comme le tableau « Moulin à Tarnac », qui date de 1929.

### Professeur de dessin
Pierre Parot enseigne le dessin d’art à l’Ecole Nationale Professionnelle de Limoges de 1940 à 1961 ; il a laissé le souvenir d’un pédagogue efficace.